# Nicrophorus confusus
Nicrophorus confusus är en skalbaggsart som beskrevs av Gaston Portevin 1924. Nicrophorus confusus ingår i släktet Nicrophorus och familjen asbaggar. Inga underarter finns listade i Catalogue of Life.